# Zahradní nábytek

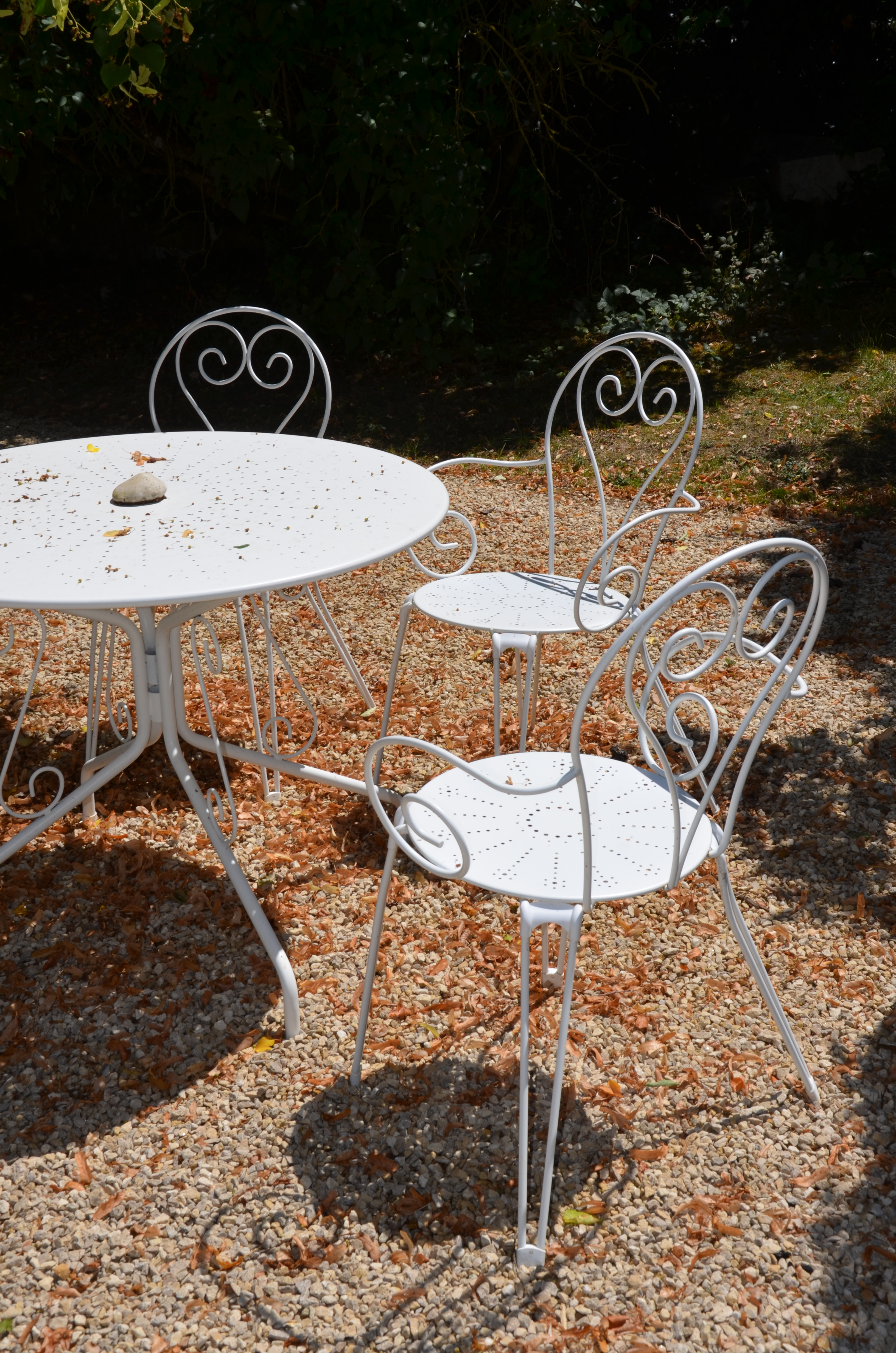
Klasický elegantní nábytek

Zahradní nábytek je vybavení zahrady, které usnadňuje a zpříjemňuje používání zahrady. Je to také prvek zahradní architektury používaný v sadovnické tvorbě. Obvykle jde o přenosný inventář zhotovený z různých materiálů ve stylu, který je vhodný pro danou zahradní úpravu, nebo alespoň odpovídá požadavkům majitele. Nejvhodnější zahradní nábytek bývá odolný k povětrnostním vlivům, pevný a pohodlný pro uživatele. Součástí historických zahrad a parků bývá stabilní (nepřenosný) nábytek jako kamenný stůl nebo kamenná lavice, a také osvětlovací tělesa. 

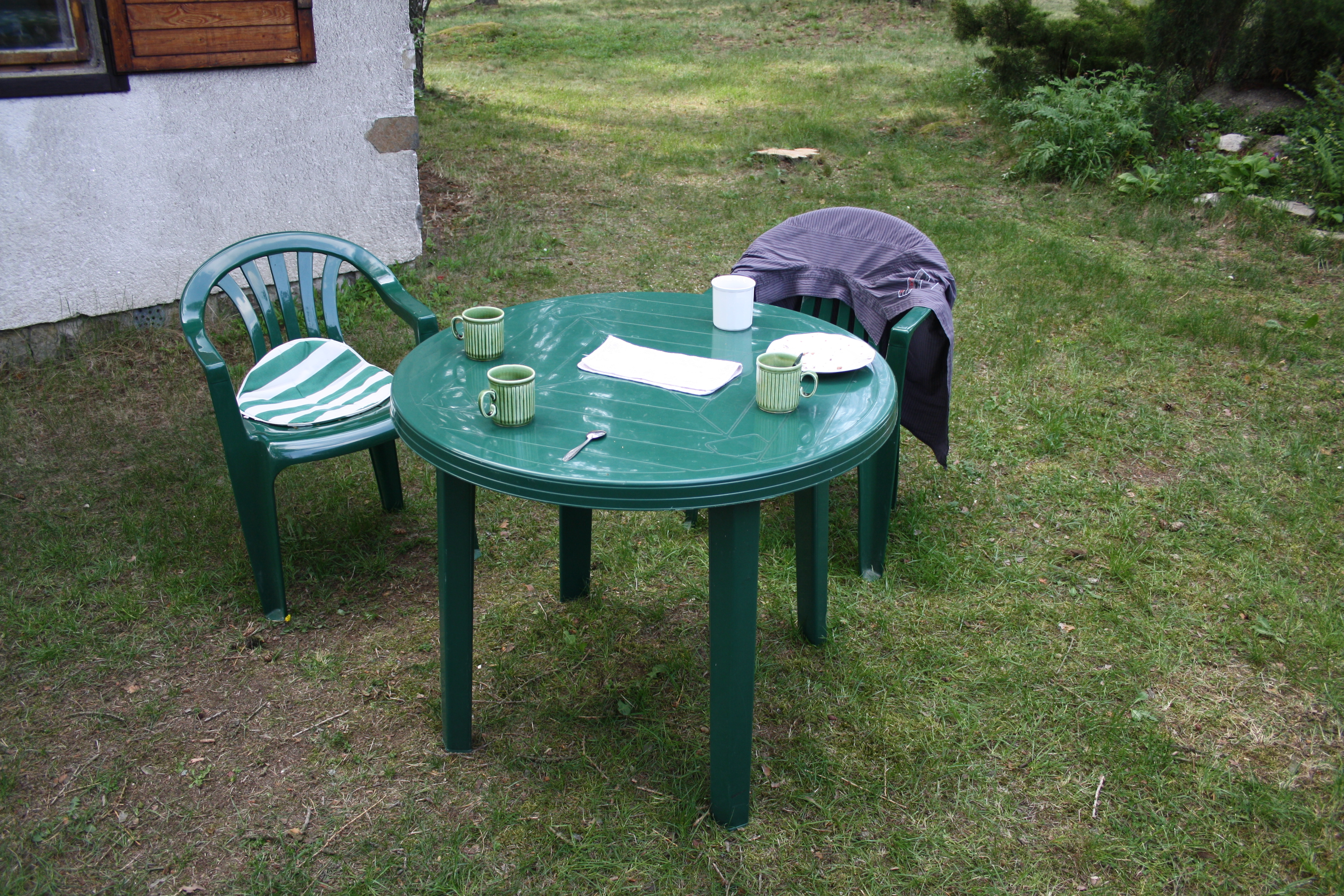
Plastový nábytek.

## Rozdělení
- Stabilní nábytek je přizpůsoben přírodním podmínkám zahrady, tvoří jej např. stůl či sedací nábytek z pařezu, přírodní útvar jako kámen z lokální skály nebo kamenná deska stolu, také keramický obklad sedacích ploch.
- Mobilní nábytek má být pohodlný a má co nejlépe odpovídat danému prostředí svou konstrukcí, tvarem, rozměry, materiálem i barvou. Jsou doporučovány pastelové tóny žluté, okrové, hnědé, žlutozelené barvy a méně ofenzivní tóny červené. Na honosných odpočívadlech a v historické zeleni bývá nábytek bílý, vhodným a kvalitním materiálem je litina v kombinaci se dřevem. V historických zahradách (Květná zahrada) se mohou nacházet i kamenné lavičky a sedátka.

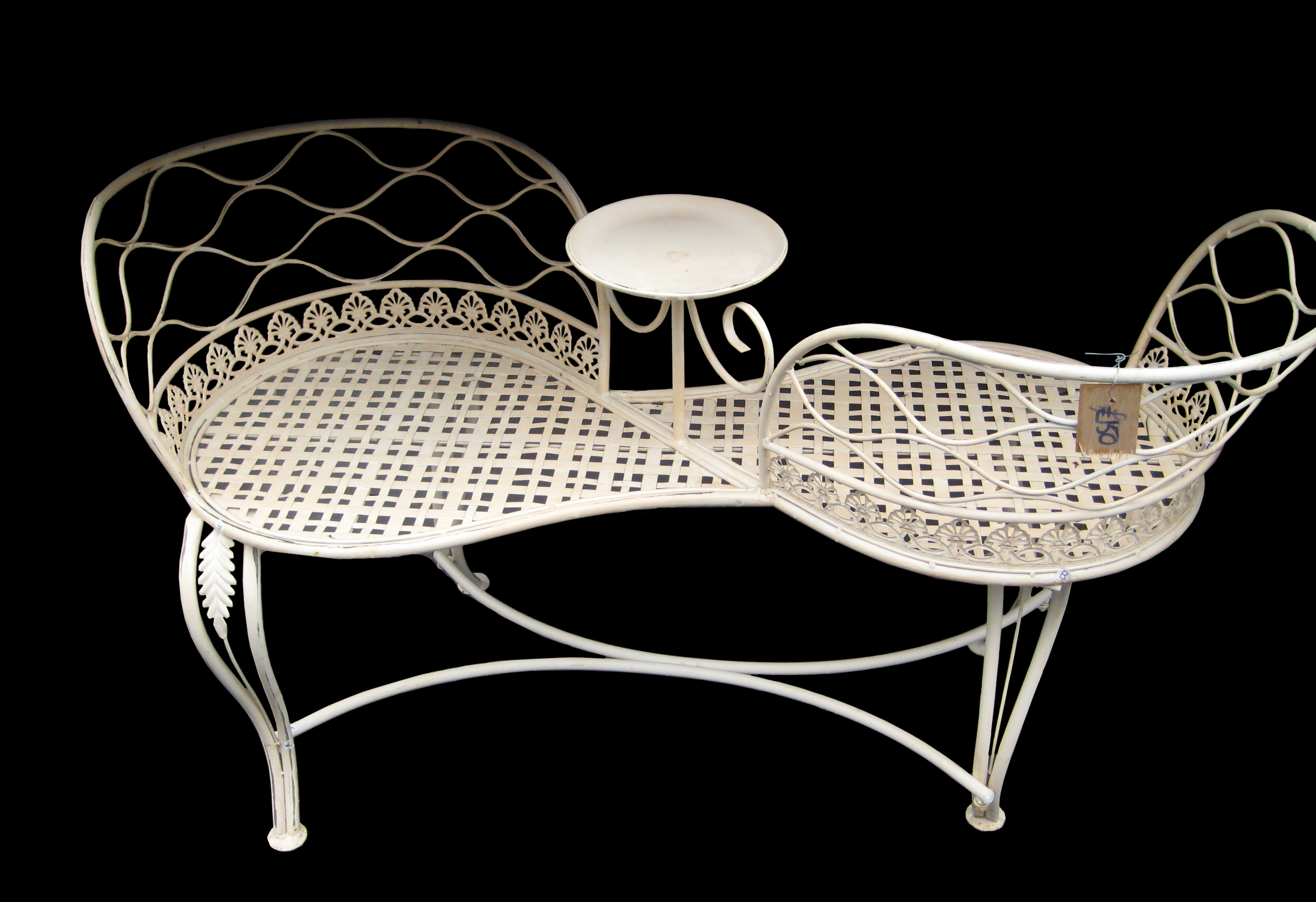
Nápaditý zahradní nábytek

## Materiály
Teakový a další dřevěný nábytek – Teakový nábytek se v dnešní době těší velké oblibě a to především díky jeho odolnosti proti povětrnostním vlivům, která je výrazně vyšší, než u dřevěného nábytku z evropských lesů. Toto je dáno vysokou hustotou dřeva a obsahem přírodních olejů. Pro udržení svěžího vzhledu je nezbytné jej pravidelně ošetřovat vhodným přípravkem. Často se používá teakový olej, ale je třeba si dávat pozor na složení- ve většině případů totiž obsahuje i nejrůznější rozpouštědla, která mohou odbourávat původní přírodní olej obsažený ve dřevě. Proto je vhodnější používat některý z moderních přípravků typu "Teak Protector" a podobné, které vydrží podstatně déle a mají na dřevo blahodárnější vliv. Takovou údržbu pak dostačuje provést 1x ročně ideálně za slunného dne na začátku sezóny. Teakové dřevo je odolné vůči škůdcům, účinkům vlhkosti (např. hniloby a deformace), stejně jako chemickým látkám. Je také odolný proti ohni, kyselinám a zásaditým látkám. U moderního nábytku je účinný nátěr dřevěných částí bezbarvým lakem, který chrání povrch a zvýrazňuje strukturu dřeva. Vícebarevné pestré kombinace dřevěného nábytku jsou přijatelnější v blízkosti budov.
Litina – pevný, stabilní a odolný materiál, který dlouho vydrží, nekoroduje a s vhodnou údržbou je dlouhodobě trvanlivý a dekorativní. Masivní litina se užívá na mříže, lampy, lavičky, stoly, nebo jejich podstavné nohy. Dobře vede teplo a není vhodná přímo na sezení, často se používá v kombinaci se dřevem nebo s čalouněnými sedáky.
Proutěný nábytek je lehký, stohovatelný, snadno přenosný a pohodlný; při dlouhodobém umístění venku však trpí povětrnostními vlivy. Běžný ratanový nábytek není příliš vhodný do zahrady pro celoroční používání, jen pro příležitostné užití. Vlivem vlhkosti, hub a plísní se rozpadá. Častěji se nyní vyrábí syntetické proutí plastové.
Nábytek z umělého ratanu je syntetickou alternativou k proutěnému zahradnímu nábytku. Jde o obchodní pojmenování nábytku z polyethylenu. Lze ho využívat celoročně, neškodí mu vlhkost jako pravému ratanu. Je dostupný v různých barvách (hnědá, béžová, antracitová, černá, bílá a další). Zpravidla má hliníkovou konstrukci.
Plastový nábytek může trpět mrazem, rychle stárne. Na tloušťce a profilaci jeho stěn a noh závisí trvanlivost, i nový se může snadno lámat. Plast je však levný, nábytek stohovatelný, pohodlný a obvykle nepotřebuje náročnou údržbu. Plastový nábytek je vhodný pro celoroční použití, mimo zimního období.
Nábytek z kovaného a tepaného železa – výhodou je jeho pevnost a stabilita, nevýhodou obtížnější manipulace. Zhotovuje se zpravidla na zakázku,  Vhodně povrchově ošetřený proti korozi jej není nutno na zimu uschovávat, jakkoliv je to vhodnější. Údržba se liší podle provedení povrchové úpravy.
Tkaniny a netkané textilie jsou základem či součástí sedacího nábytku, slunečníků, markýz a přístřešků.  

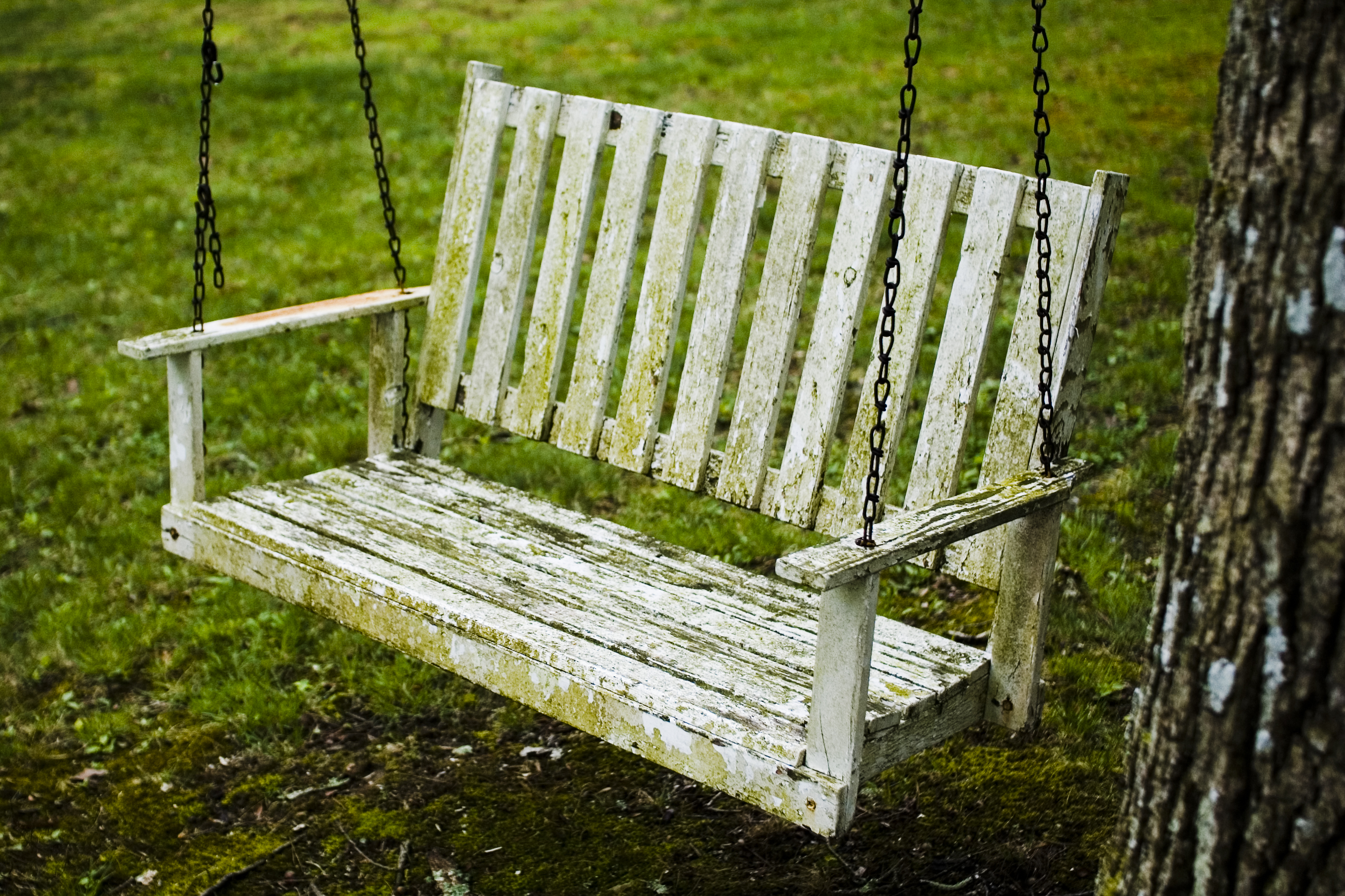
Jednoduchá dřevěná houpačka

K základnímu vybavení parků a zahrad patří zahradní lavičky. Jsou buď přenosné, nebo nepřenosné (stabilní), ty mají podstavce betonové, trvale upevněné v zemi. Sedací deska bývá ze dřeva nebo laminátu, popř. z jiných plastických hmot. Kovové, kamenné nebo betonové sedací desky jsou považovány za nevhodné. Tam, kde by nápadnější lavice narušily celistvost úpravy, se umísťují lavičky bez opěradel. Lavičky bez opěradla jsou však pro delší posezení méně pohodlné. Jednotlivé lavičky a jejich skupiny se zejména umisťují na okraj širokých cest, na rozšířená místa u budov, na křižovatkách parkových cest. Pokud jsou umístěny pod strom přímo do trávníku, je třeba položit před lavičku souvislou řadu kamenných nebo betonových desek a příchod upravit ze šlapáků. Jsou-li součástí odpočívadla stabilní lavičky, jejich deska k sezení bývá 40 cm nad zemí.

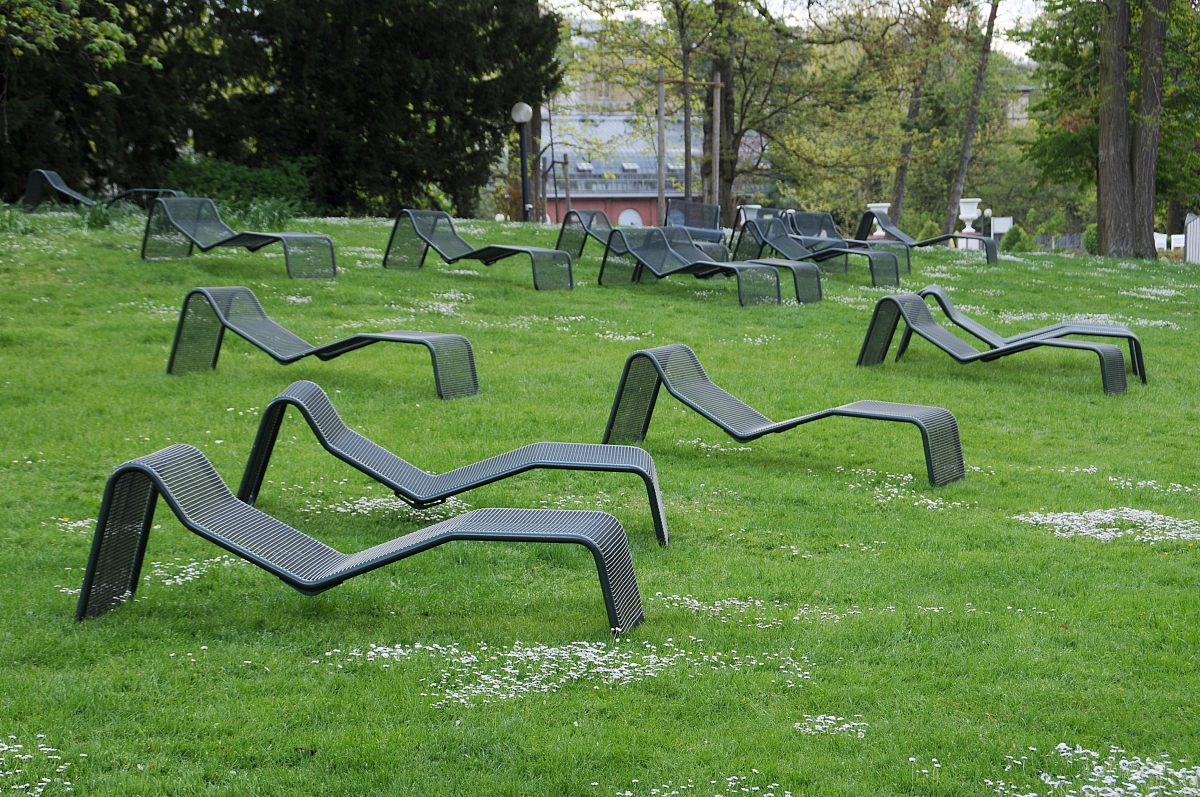
Plastová lehátka

Za zahradní nábytek se považují i běžná a houpací křesla, zahradní stolky, nízké sedačky, plátěná lehátka na opalování, zahradní houpačky, dětské prolézačky, slunečníky, piknikové stany apod. Tento zahradní nábytek se rozmísťuje spíše v okolí budov a na místech, kde nachází časté použití. Důležitou součástí odpočívadel jsou nádoby na odpadky. Mají být jednoduché, dobře viditelné, vhodně umístěné a začleněné do prostoru, účelné a pravidelně čištěné.
Přenosný nábytek se opravuje zejména během zimního období, kdy je uskladněn na zastřešeném místě. Stabilní lavičky se opravují a natírají na jaře.